# Francesco Maria Franzi
Francesco Maria Franzi (* 4. Juli 1910 in Vaprio d’Agogna, Italien; † 10. Dezember 1996) war ein italienischer Geistlicher und römisch-katholischer Weihbischof in Novara.

## Leben
Francesco Maria Franzi empfing am 17. Dezember 1932 das Sakrament der Priesterweihe. 
Am 5. März 1973 ernannte ihn Papst Paul VI. zum Titularbischof von Città Ducale und zum Weihbischof in Novara. Der Bischof von Novara, Aldo Del Monte, spendete ihm am 15. April desselben Jahres die Bischofsweihe; Mitkonsekratoren waren der Erzbischof von Messina, Francesco Fasola, und der emeritierte Bischof von Novara, Placido Maria Cambiaghi B.
Am 1. März 1991 nahm Papst Johannes Paul II. das von Francesco Maria Franzi aus Altersgründen vorgebrachte Rücktrittsgesuch an.